# О Гре (Мичиген)
О Гре (енгл. Au Gres) град је у америчкој савезној држави Мичиген. По попису становништва из 2010. у њему је живело 889 становника.

## Демографија
Према попису становништва из 2010. у граду је живело 889 становника, што је 139 (13,5%) становника мање него 2000. године.
| Група             | 2000.       | 2010.       |
| Белци             | 977 (95,0%) | 855 (96,2%) |
| Афроамериканци    | 3 (0,3%)    | 0 (0,0%)    |
| Азијати           | 3 (0,3%)    | 0 (0,0%)    |
| Хиспаноамериканци | 5 (0,5%)    | 17 (1,9%)   |
| Укупно            | 1.028       | 889         |